# 29 Dywizja Piechoty Armii Krajowej
29 Dywizja Piechoty Armii Krajowej – jedna z dywizji piechoty w strukturze organizacyjnej Armii Krajowej.

## Historia
Zgodnie z założeniami planu „Burza”, wyrażonymi w rozkazie z września 1942, oddziały partyzanckie miały zostać odtworzone w oparciu o Ordre de Bataille Wojska Polskiego sprzed 1 września 1939.

## Struktura organizacyjna
W wyniku przeprowadzania akcji odtwarzania przedwojennych jednostek wojskowych w 1944 powstała 29 Dywizja Piechoty Armii Krajowej, w skład której wchodziły (Okręg Białystok Armii Krajowej):
- 33 pułk piechoty Armii Krajowej,
- 41 pułk piechoty Armii Krajowej,
- 42 pułk piechoty Armii Krajowej,
- 9 pułk strzelców konnych Armii Krajowej.